# Pyrenacantha acuminata
Pyrenacantha acuminata är en tvåhjärtbladig växtart som beskrevs av Adolf Engler. Pyrenacantha acuminata ingår i släktet Pyrenacantha och familjen Icacinaceae. Inga underarter finns listade i Catalogue of Life.